# おちゃのこサイサイ
『おちゃのこサイサイ』は、1993年5月5日から9月15日までTBS系列で放送されていたバラエティ番組である。TBSとザ・ワークスの共同製作。放送時間は毎週水曜20:00 - 20:54 （日本標準時）。
出演者たちが「あなたのお願い事をズバリ解決する」という趣向の番組。
放送当時、プロ野球中継のため放送休止となる事が多く、それ故に視聴率も振るわず、実質1クール（概ね13回）程度で放送打ち切りとなった。

## 出演者
- 進行：和田アキ子、高田文夫
- レギュラー：中山秀征、高橋由美子、田口浩正
- ｢特捜サイ前線｣担当：千葉真一、関根勤

## スタッフ
- プロデューサー：金田武信
- 製作：TBS、ザ・ワークス

## エンディングテーマ
- ｢SOMEDAY｣歌：横山輝一（ポリスター）

| TBS 水曜20:00枠                                        | TBS 水曜20:00枠                               | TBS 水曜20:00枠                                              |
| 前番組                                                 | 番組名                                        | 次番組                                                       |
| ------------------------------------------------------ | --------------------------------------------- | ------------------------------------------------------------ |
| 生生生生ダウンタウン （1992年4月15日 - 1993年3月24日） | おちゃのこサイサイ （1993年5月5日 - 9月15日） | 王道バラエティ つかみはOK! （1993年10月13日 - 1994年3月9日） |

| スタブアイコン | サブスタブ | この項目は、まだ閲覧者の調べものの参照としては役立たない、テレビ番組に関連した書きかけの項目です。この項目を加筆・訂正などしてくださる協力者を求めています（P:テレビ/PJ:放送または配信の番組）。 |